# Joséphine Jobert
Joséphine Jobert (Parigi, 24 aprile 1985) è un'attrice, cantante e doppiatrice francese, nota per il suo ruolo nella serie Summer Crush e per aver interpretato il sergente Florence Cassell nella serie Delitti in Paradiso della BBC.

## Biografia
Figlia di Charles Jobert, direttore fotografico francese di origine ebraica, fratello dell'attrice Marlène Jobert, e di Véronique Rouveyrollis, compositrice e scenografa francese di origini martinicane, cinesi e spagnole, Joséphine è cugina, da parte di padre, dell'attrice Eva Green e della cantante pop Elsa Lunghini.
Nel 1997, all'età di 12 anni, si è trasferita con i suoi genitori a Montreal, Québec, Canada, per otto anni, dove ha studiato canto e recitazione e ha mosso i primi passi in televisione. Con i suoi amici e i suoi genitori, ha partecipato alla creazione di canzoni, video, una serie web e una serie televisiva su Internet. Ha frequentato laboratori teatrali di Stéphane Belugou e la Coda Music School.

## Filmografia

### Cinema
- 9+15 LÉA (1999)
- Enquête d'amour de Véronique Mucret Rouveyrollis (2012)
- Paroles (2013)
- The Establishment (2016)

### Televisione
- Nos années pension - serie TV, 87 episodi (2007-2010)
- Summer Crush (Foudre) - serie TV, 105 episodi (2007-2011)
- Mes amis, mes amours, mes emmerdes... - serie TV (2010)
- Moi à ton âge - serie TV (2011)
- Emma shine - serie TV (2011)
- Alice Nevers - Professione giudice (Alice Nevers: Le juge est une femme) - serie TV, episodio 11x06 (2013)
- Sous le soleil de Saint-Tropez - serie TV (2013-2014)
- Cut! - serie TV, 109 episodi (2013-2015)
- Villa Karayib - serie TV (2014)
- Delitti in Paradiso (Death in Paradise) - serie TV, 54 episodi (2015-2024)
- L'ora della verità (Le temps est assassin) - serie TV, 8 episodi (2019)
- Nina (En mal d'enfant) - serie TV, 10 episodi (2019)
- Delitti in Paradiso - Feste con delitto (Death in Paradise: Christmas Special), regia di Ben Kellett - film TV (2021)

### VideoClip
- Patrick Marty Big Star (2003)

## Doppiaggio
- 1994: Conte du petit Chaperon Rouge : Narration et personnage du petit chaperon rouge
- 2006: Bring It On (Bring It On: All or Nothing) : Rihanna

## Doppiatrici italiane
- Domitilla D'Amico in Delitti in Paradiso, Delitti in Paradiso - Feste con delitto
- Perla Liberatori in Summer Crush

## Discografia
- 2007: Saint-Ex, nos années pension (bande originale)